# فوجیوارا نو سومیتومو
فوجیوارا نو سومیتومو (به ژاپنی: 藤原 純友 Fujiwara no Sumitomo); ۱ ژانویهٔ ۸۹۳ – ۱ ژانویهٔ ۹۴۱) یکی از اشراف دربار ژاپن و یک جنگجو در دوره هی‌آن اهل ژاپن بود. از ۹۳۹ تا ۹۴۱ وی به خاندان تایرا در یک سری از شورش‌ها کمک کرد.
او به خاطر آغاز شورش علیه دربار امپراتوری در دریای داخلی ستو معروف است. شورش سومیتومو، همراه با شورش تایرا نو ماساکادو در منطقه کانتو، «شورش جوهی-تنگیو» نامیده می‌شود.
سومیتومو پایگاه قدرت خود را در شمال کیوشو ساخت و پس از انعقاد یک توافق محرمانه با تایرا نو ماساکادو که رهبری شورش در ولایت شیموسا را بر عهده داشت، سومیتومو شورش خود را در ولایت ایو رهبری کرد.
در سال ۹۳۹ و اندکی پس از آن به استان‌های ولایت هاریما و ولایت بیزن حمله کرد و شورش به سرعت در سراسر منطقه سانیو گسترش یافت.
سومیتومو که توسط نیروهای امپراتوری به رهبری میناموتو نو تسونه‌موتو تعقیب شد، به دازایفو، فوکوئوکا گریخت و مقر دازایفو را قبل از شکست در خلیج هاکاتا به آتش کشید. سپس به ولایت ایو گریخت. او در سال ۹۴۱ توسط تاچیبانا نو تویاسو اعدام شد.
پدرش فوجیوارا نو یوشینوری و جد خاندان آریما ولایت هیزن بود.

## عواقب
شورش تایرا نو ماساکادو و دزدی دریایی فوجیوارا سومیتومو، که در همان زمان در غرب اتفاق افتاد، ثابت کرد که آن‌طور که دربار تصور می‌کرد، تهدیدی جدی نبود. و سرکوب شورش‌ها منادی تغییرات بزرگ تاریخی بود که در طول دو قرن و نیم بعد از آن رخ داد.